# 吴家大院 (宜黄)
吴家大院又名恒富安豪宅，位于中国江西省抚州市宜黄县棠阴古镇冠昌岭上。

## 历史
吴家大院建于明末清初，历时十七年，由吴氏二公子吴兆安建造。1930年代,红军后勤部曾驻扎于此。人民公社政府曾经在此办公。1988年，电视剧《汤显祖与牡丹亭》在此拍摄。

## 建筑
吴家大院占地面积1600平方米，房间99间，三厅八个天井，为赣派建筑风格，布局严谨对称，庭院深深，马头墙高耸，木雕、砖雕和石雕精美。小姐吴清莲的绣花楼面积300平方。

## 保护
2018年3月9日，吴家大院公布为第六批江西省文物保护单位，编号6-5-224。